# Anthochóri (ort i Grekland, Thessalien)
Anthochóri är en ort i Grekland.   Den ligger i prefekturen Nomós Kardhítsas och regionen Thessalien, i den centrala delen av landet, 230 km nordväst om huvudstaden Aten. Anthochóri ligger 620 meter över havet och antalet invånare är 469.
Terrängen runt Anthochóri är kuperad åt nordost, men åt sydväst är den bergig. Runt Anthochóri är det ganska glesbefolkat, med 23 invånare per kvadratkilometer. Närmaste större samhälle är Mavrommáti, 7,8 km norr om Anthochóri. I omgivningarna runt Anthochóri växer i huvudsak blandskog.